# Terminus Repentigny
Cet article concerne le terminus d'autobus. Pour la ville de Repentigny, voir Repentigny (Canada). Pour les autres significations, voir Repentigny.
Le terminus Repentigny est un terminus métropolitain du Réseau de transport métropolitain (Exo) situé dans la ville du même nom. Ce terminus est desservi par la majorité des circuits d'autobus d'Exo L'Assomption ainsi que par un circuit de la MRC de Joliette.

## Autobus

### Exo L'Assomption
| Circuit | Destinations                                               | Quai(s) |
| ------- | ---------------------------------------------------------- | ------- |
| 1       | Repentigny Secteur Nord – L'Assomption                     | 2       |
| 5       | Navette Gare Repentigny                                    | 1       |
| 8       | Repentigny Secteur Centre – L'Assomption                   | 2       |
| 9       | Terminus Repentigny – Le Gardeur – Charlemagne – Lachenaie | 3       |
| 11      | Terminus Repentigny – Le Gardeur – L'Assomption            | 3       |
| 14      | L'Assomption – Le Gardeur – Charlemagne – Repentigny       | 2       |
| 15      | Repentigny Secteur Sud                                     | 2       |
| 200     | EXPRESS Repentigny – Terminus Radisson                     | 1       |
| 300     | Repentigny – Terminus Radisson                             | 1       |
| 400     | Repentigny – Terminus Radisson                             | 1       |

### MRC de Joliette
| Circuit | Destinations                                       | Quai(s) |
| ------- | -------------------------------------------------- | ------- |
| 50      | Joliette – Terminus Repentigny – Terminus Radisson | 3       |